# باتريك أو. جيفرسون
باتريك أو. جيفرسون هو سياسي أمريكي، ولد في نوفمبر 1968 في باهاماس. نشط حزبياً في الحزب الديمقراطي. وقد انتخب عضو مجلس نواب لويزيانا ‏.